# Odynerus ezechiae
Odynerus ezechiae är en stekelart som beskrevs av Schulthess 1923. Odynerus ezechiae ingår i släktet lergetingar, och familjen Eumenidae. Utöver nominatformen finns också underarten O. e. hierosolymitanus.